# Mumtaz Mahal
Mumtaz Mahal (n. 27 aprilie 1593, Agra, Imperiul Mogul – d. 17 iunie 1631, Burhanpur⁠(d), Imperiul Mogul) a fost soția indianului Shah Jahan, care a construit Taj Mahal-ul, de unde și numele celebrului mausoleu.